# 不良カップル
『不良カップル』（ふりょうかっぷる、朝: 불량커플）は、2007年6月から7月22日まで韓国SBSで放送されたテレビドラマ。全16話。『不良主夫』、『不良家族』に続く『不良シリーズ』の第3作。日本では2011年7月よりアジアドラマチックTVで放送された。

## あらすじ
31歳独身女性ダンジャはファッシャン誌の編集長。結婚はしたくないけど子供は欲しい。そんなダンジャが、イケメン大学教授で優しくてお金持ちという最高の遺伝子を持つ男性ギチャンを誘惑する。

## キャスト
- キム・ダンジャ（シン・ウンギョン）

ファッション雑誌編集長
- チェ・ギチャン（リュ・スヨン）

ソウル大学校植物学教授
- ハン・ヨン（チェ・ジョンユン）

専業主婦、スポーツセンター管理職
- ナ・ドルスン（ピョン・ジョンス）

31歳、専業主婦
- ソ・ジュンス（ユゴン）

ファッションモデル
- キム・セヨン（チェ・ミンソ）

産婦人科医師
- キム・ユンソク（パク・サンミン）

産婦人科医師
- チョ・ヨング（キム・ハギュン）

ファッション雑誌所属

## スタッフ
- 監督：イ・ミョンウ
- 脚本：チェ・スンシク